# Анак-Кракатау
Анак-Кракатау (індонез. Anak-Krakatau — «дитя Кракатау») — безлюдний вулканічний острів архіпелагу Кракатау в провінції Лампунг Індонезії. Знаходиться в акваторії Тихого океану, в Зондській протоці, що розділяє острови Ява та Суматра.

## Географія

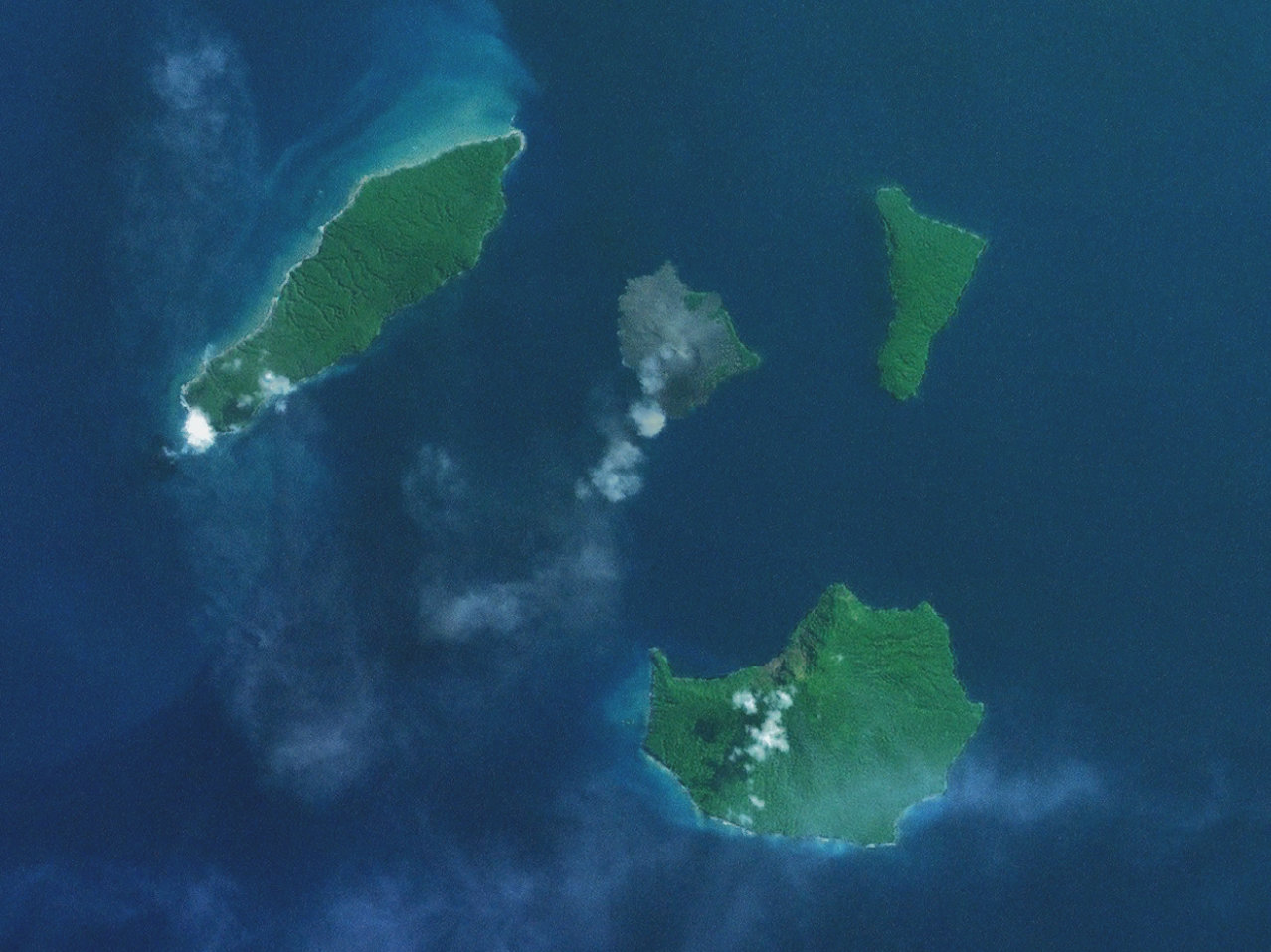
Анак-Кракатау. Вид з космосу. Острів у центрі

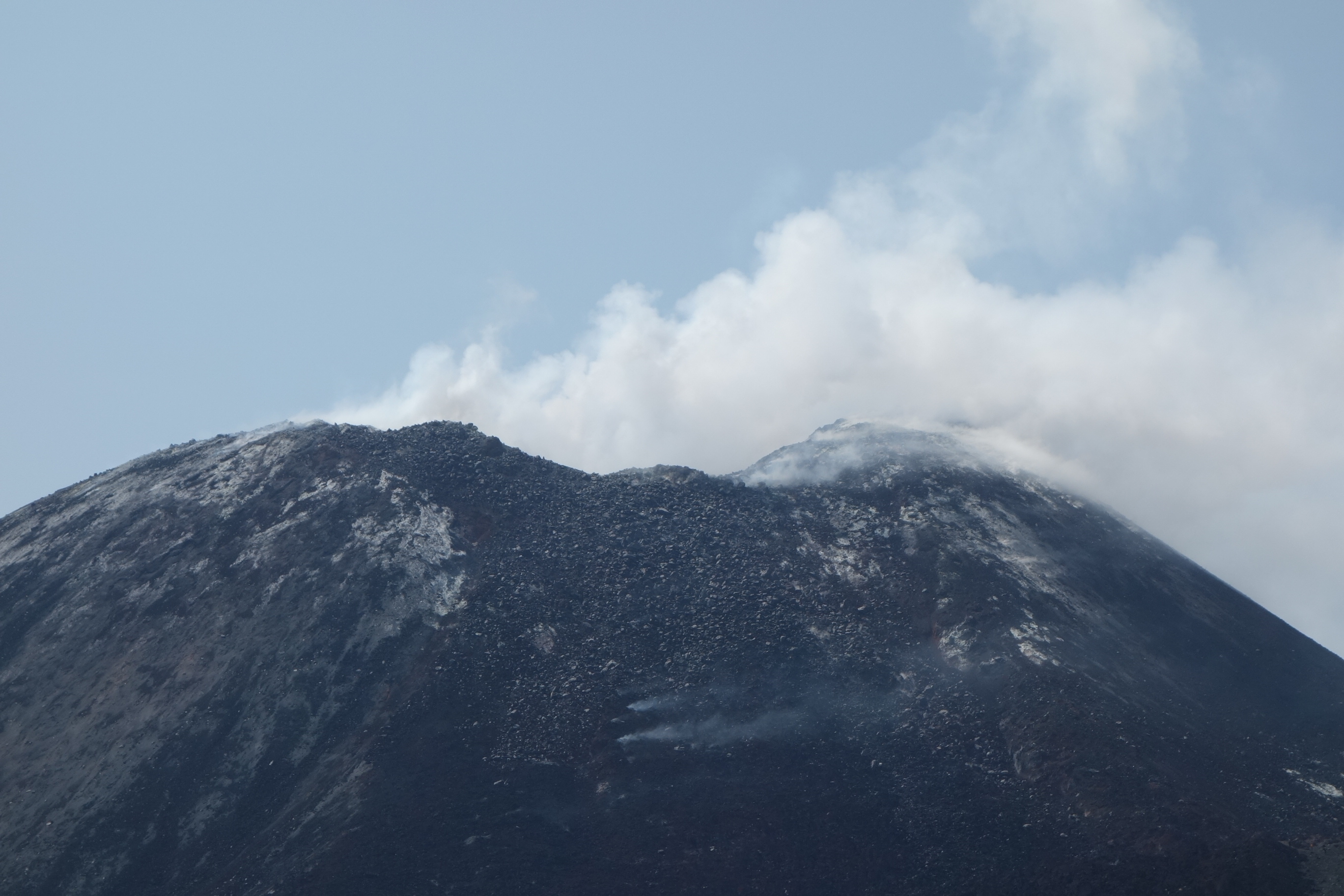
Вид на вершину і кратер Анак-Кракатау

Топографічна еволюція території острова після землетрусу 1883 року

На острові знаходиться знаменитий діючий вулкан Кракатау. Унаслідок потужного землетрусу 1883 року зруйновано острів, який мав площу 10,5 км². На його місці з'явилися чотири нових малих острови: Анак-Кракатау, Сертунг, Раката, Раката-Кечил і скеля Ботсмансротс.
Вулкан Кракатау продовжив вивергатися на центральному острові групи — на Анак-Кракатау, і постійно збільшується.
Дослідник Вербеєк у своїй доповіді про виверження Кракатау передбачив, що незабаром на місці зруйнованого вулкана має з'явитися новий вулкан. Це передбачення збулося 29 грудня 1927 року, коли на цьому місці сталося підводне виверження (раніше подібна подія в тому ж районі була зареєстрована в червні 1927 року). Новий вулкан, названий Анак-Кракатау («Дитя Кракатау»), піднявся на 9 метрів вище рівня моря за кілька днів. Острів з'явився в центрі трьох островів, що складали колись вулкан Кракатау, і складався з вивержених вулканом пемзи і попелу. Проте досить швидко він був зруйнований морем. Зрештою острів, названий по імені нового вулкана, витримав битву з океаном і остаточно завоював цю частину моря в серпні 1930 року, коли лавові потоки з жерла вулкана виливалися в більшій кількості, ніж море їх руйнувало. Процес народження нового вулкана викликав значний інтерес вулканологів і став предметом широкого дослідження.
Перший конус вулкана сягав 67 метрів у 1933 році і 138 метрів у 1950 році, але під впливом океану кілька разів розмивався між цими роками. Другий конус з'явився на дні озера, що утворилося всередині кратера. Поступово лава замінила неміцний вулканічний попіл, і у підсумку заповнила озеро і зробила вулкан стійкішим до ерозії. У 1960 році новий конус досяг 30 метрів, у 1968 році 160 метрів і 181 метра в 1977 році.

### Поточний стан
З дня свого народження вулкан Анак-Кракатау пережив п'ять основних вивержень. Анак-Кракатау зростав в середньому на 13 сантиметрів на тиждень, починаючи з 1950 року. Це відповідає в середньому 6,8 метрів на рік. Вулкан, як і раніше, активний, невеликі виверження відбуваються регулярно, починаючи з 1994 року. Періоди спокою у кілька днів чергуються з майже безперервними стромболіанськими виверженнями. Останнє виверження почалося в квітні 2008 року і тривало до вересня 2009 року. Вулкан вивергає гарячі гази, камені і лаву.
На сьогодні[коли?] висота вулкана становить близько 813 метрів при діаметрі близько трьох-чотирьох кілометрів. Анак-Кракатау дозволяє вченим зі всього світу проводити різні дослідження, пов'язані з вулканічною активністю. В даний час урядом Індонезії жителям заборонено селитися ближче трьох кілометрів від острова.
Причиною цунамі, що обрушився на індонезійське узбережжя ввечері 22 грудня 2018 року, імовірно став підводний зсув зі схилу Анак-Кракатау на ділянці площею 64 гектари. В результаті цунамі в прибережних провінціях Лампунг і Бантен загинули не менше 429 осіб, пропали безвісти понад 150 осіб, отримали поранення різного ступеня тяжкості понад 1,4 тисячі осіб і були змушені евакуюватися і покинути свої повністю або частково зруйновані стихією будинки понад 16 тисяч осіб.